# Lochmünze

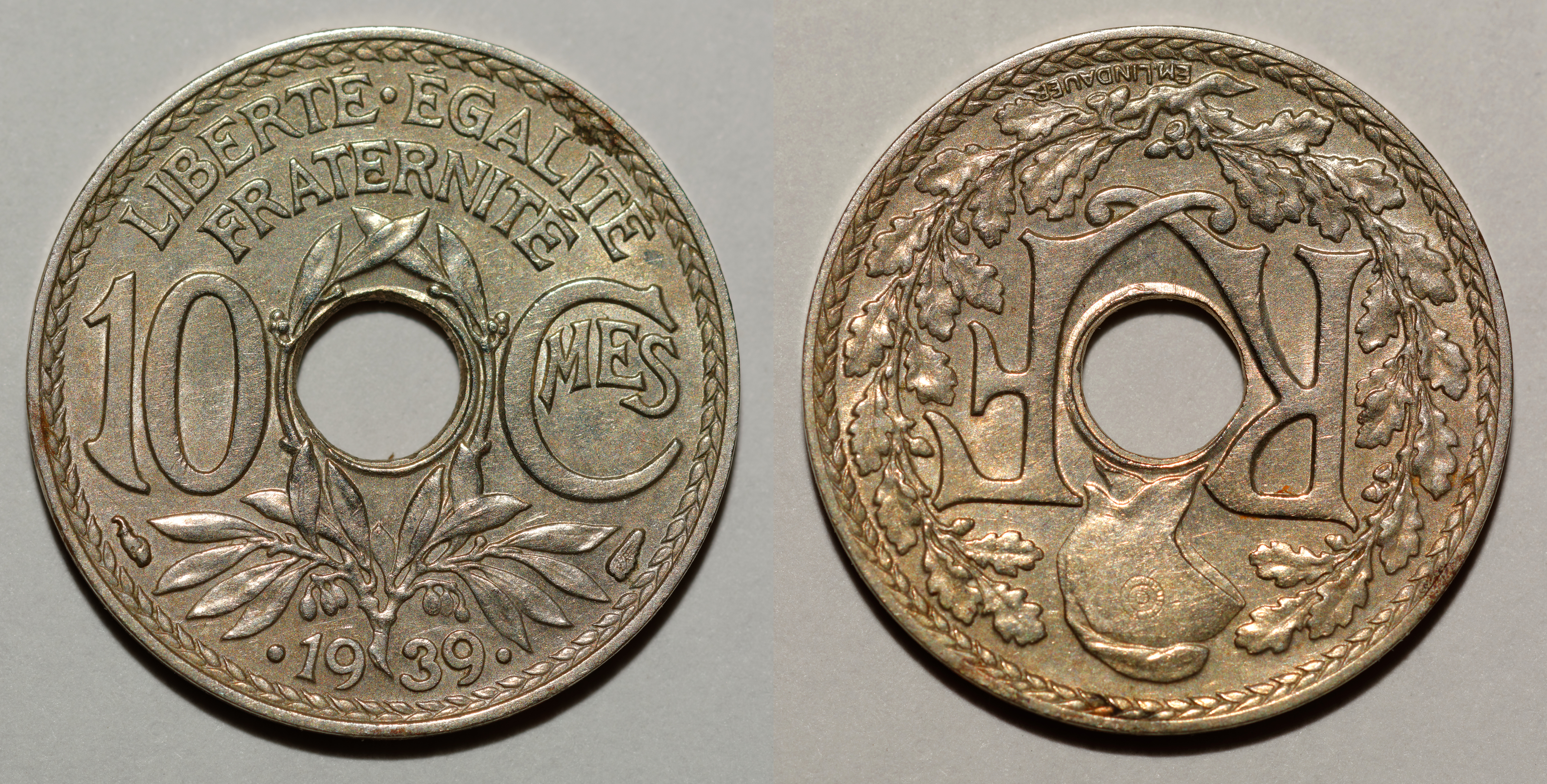
10 Centimes Lindauer

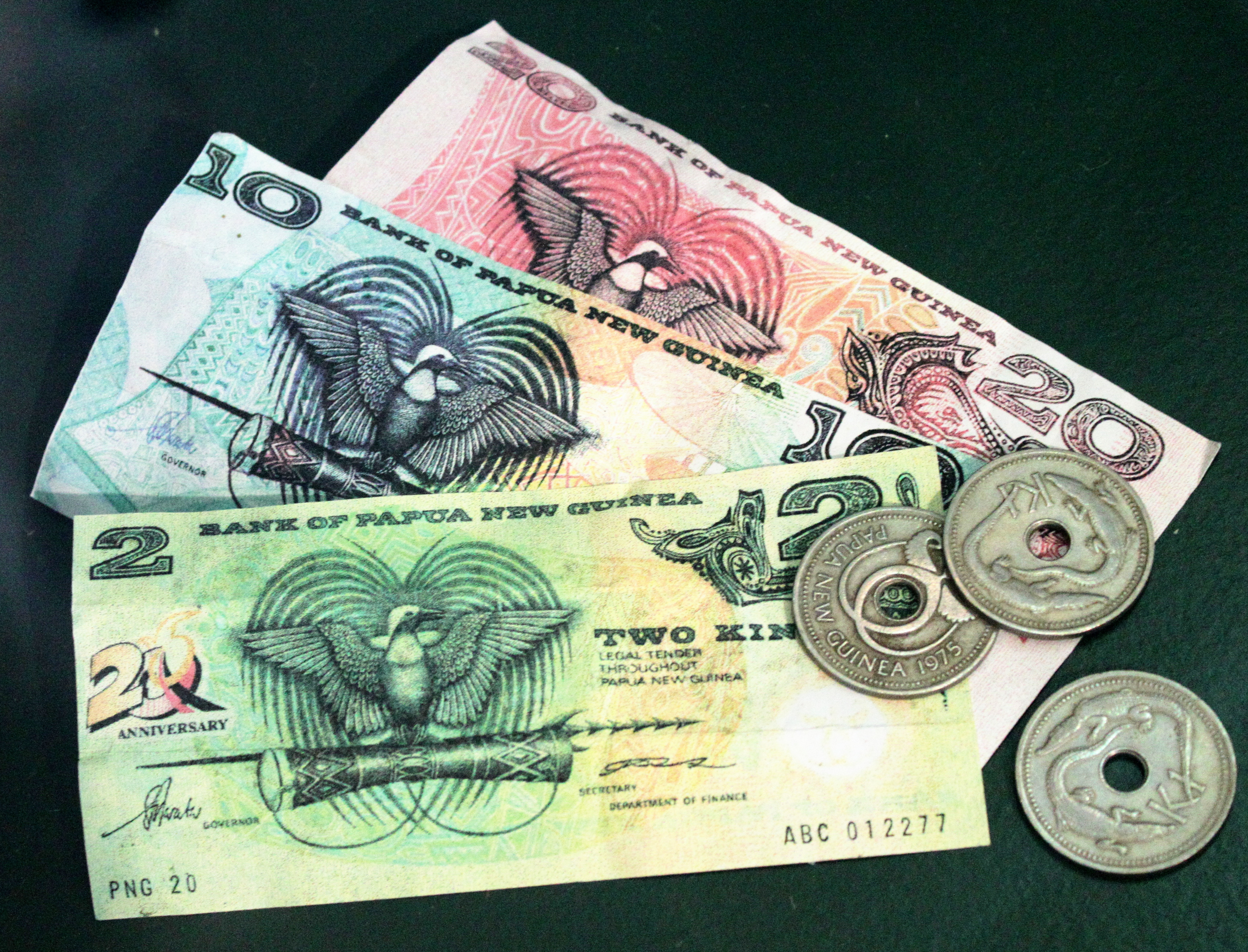
Kina-Banknoten (2, 10, 20) und 1-Kina-Münze

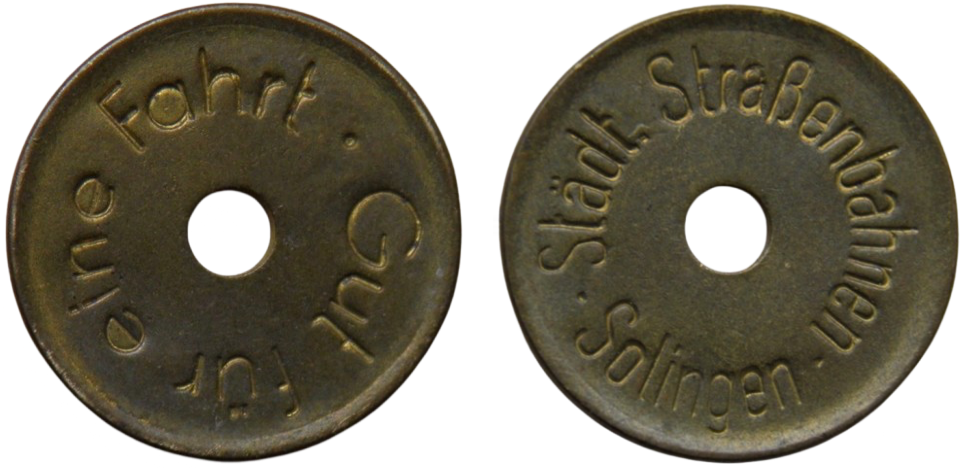
Als Lochmünze ausgeführte Solinger Straßenbahnmünze

Als Lochmünze wird in der Numismatik eine Münze bezeichnet, die in der Mitte ein Loch besitzt. Grund für die Produktion von Lochmünzen ist die Materialeinsparung, die durch das Loch erzielt wird. Wurde das Loch jedoch nach dem Prägen später in die Münze eingefügt, so spricht man von einer gelochten Münze. Münzen werden zum Beispiel zum Entwerten oder um sie an einer Kette anhängen zu können nachträglich gelocht.

## Deutschland
In Deutschland gab es nie Lochmünzen als reguläres Zahlungsmittel, jedoch wurden von der Deutschen Regierung in Deutsch-Ostafrika zwischen 1913 und 1914 5-Heller-Stücke aus Kupfernickel mit Loch in einer Auflage von 3.000.000 Stück ausgegeben. Das zugehörige 10-Heller-Stück wurde zwischen 1908 und 1914 geprägt, besaß eine Auflage von 3.200.526 Stück und bestand ebenfalls aus Kupfernickel. 
1918 wurden in Belgien von der Deutschen Besatzungsmacht 50-Centimen-Stücke aus Zink ausgegeben, die ebenfalls Lochmünzen waren. Die Auflage für diese Stücke lag bei 7.397.000. 
Die bisher letzten deutschen Lochmünzen wurden zwischen 1940 und 1941 von den Reichskreditkassen ausgegeben. Im Umlauf waren sie vor allem in den besetzten Gebieten in Osteuropa, nicht jedoch in Deutschland selbst. Dabei handelte es sich um 5- bzw. 10-Pfennig-Stücke aus Zink.

## Noch in Verwendung

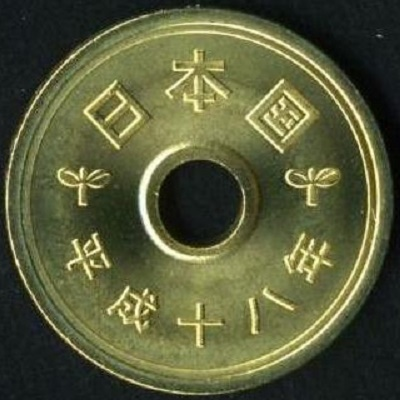
5 Yen

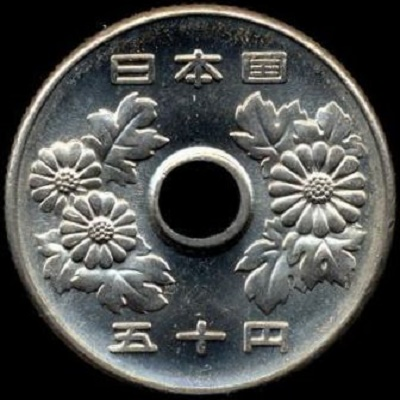
50 Yen

Heutige Lochmünzen sind z. B. in Dänemark die 1, 2 und 5 Kronen (seit 1990/1992), in Norwegen die Münzen zu 1 Krone (seit 1997) und 5 Kronen (seit 1998) und die japanischen 5- und 50-Yen-Münzen.

## Nicht mehr in Umlauf und Verwendung

### Europa
Beispiele für Lochmünzen europäischer Länder sind:
- Spanien: 25 Pesetas (1990 bis 2001 im Umlauf), die frühere 50-Centimos-Münze war auch eine Lochmünze.
- Belgien: Die belgische 25-Centimes-Münze war nach dem Ersten Weltkrieg bis zur deutschen Besatzung im Zweiten Weltkrieg eine Lochmünze. Während der deutschen Besatzung wurde die Münze aus minderwertigem Material hergestellt, weshalb das Loch der Schwachpunkt der Münze war, so dass die alten Münzen heute leicht in der Hand kaputtgehen. Die geprägte 5-Centimes-Münze vor dem Ersten Weltkrieg war ebenfalls eine Lochmünze.
- Dänemark: 25 Öre (1924–1948, 1966–1988). Von 1924 an waren alle dänischen Öre-Münzen mit einem Loch geprägt. Die Lochmünzen wurden nach dem Zweiten Weltkrieg durch lochlose Münzen ersetzt, 1967 wurden die Löcher nur für das 25-Öre-Stück wieder eingeführt. Später wurden silberfarbige Münzen auch zu 1, 2 und 5 Kronen als Lochmünzen ausgegeben.[1]
- Frankreich hatte bis zur deutschen Besetzung im Zweiten Weltkrieg eine 10-Centimes-Lochmünze.
- Die 2-Fillér-Münze von Ungarn (seit Jahren außer Kurs) war eine Lochmünze aus Aluminium.
- 1906 brachte Rumänien 2 Lochmünzen heraus, zu 5 und 10 Bani.
- Griechenland: ab 1954 wurde eine 20-Lepta-Lochmünze in Umlauf gebracht.[2] Ebenfalls gab es eine 5-Lepta-Lochmünze.

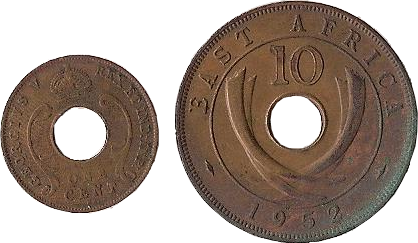
1-Cent- und 10-Cent-Münze des Ostafrikanischen Schilling

### Andere Länder
- Libanon: die 0,5-Pfund-Lochmünze wurde 1944 geprägt.
- Laos: die 20-Cent-Münze, die Frankreich während der Kolonialisierung eingeführt hatte, wurde bis zur Ausgabe eigener Münzen 1952 genutzt.
- In Britisch-Ostafrika waren die 1-, 5- und 10-Cent-Münzen Lochmünzen.
- In Indien gab es eine 1-Piece-Münze während des Zweiten Weltkrieges, die ein besonders großes Loch hatte.[3]
- Tunesien hatte eine 10-Cent-Lochmünze vor dem Ersten Weltkrieg bis zur Währungsumstellung.
- Papua-Neuguinea hatte vor dem Zweiten Weltkrieg eine One-Shilling-Lochmünze und besitzt heute wieder Lochmünzen

In China symbolisierten Lochmünzen mit ihrer äußeren Rundform und ihrem quadratischen Mittelloch Himmel und Erde. Viele chinesische Amulette sind wie Lochmünzen geformt. (Siehe Käsch).